# Bliss Team
Il Bliss Team è stato un gruppo musicale dance italiano nato nel 1992 e sciolto nel 1998. Era composto da Gianfranco Randone (voce), Roberto Molinaro (DJ), e dal 1995 anche da Domenico Capuano (tastiere).

## Storia del gruppo
Nati da un'idea della BlissCo, pubblicarono il primo singolo Livin' on a Prayer nel 1993 a cui seguì l'anno seguente il singolo People Have the Power, rielaborazione dell'omonimo brano di Patti Smith, che raggiunse il settimo posto della classifica dei singoli in Italia, che rimase il più grande successo del gruppo.
Nel 1994 pubblicarono il singolo GO!. L'anno successivo entrò nel gruppo Domenico Capuano, il trio fece uscire il singolo You Make Me Cry che raggiunse la posizione numero 13 nella classifica dei singoli più venduti in Italia. Seguirono Hold On To Love (#8) e Love Is Forever. Gli ultimi singoli commercializzati furono: U Take Me Up (1996), How We Can Survive, Yellow (1997) e l'ultimo With or Without You nel 1998, anno dello scioglimento. 
Negli anni seguenti i membri del gruppo hanno intrapreso progetti separati. Con il nome di Jeffrey Jey, Randone ha formato insieme a Gabry Ponte e Maurizio Lobina gli Eiffel 65. Roberto Molinaro si è distinto come apprezzato DJ e Domenico Capuano come produttore e compositore in altri progetti (Da Blitz, Eiffel 65).

## Discografia

### Singoli
- People Have the Power (1993)
- Livin' on a Prayer (1993)
- Go! (1994)
- You Make Me Cry (1995)
- Hold On to Love (1995)
- Love Is Forever (1995)
- U Take Me Up (1996)
- How Can We Survive (1997)
- Yellow (1997)
- With or Without You (1998)

### Raccolte
- You Make Me Cry (1996) (Meldac Corporation)